# Dicranota (Rhaphidolabis) balarama
Dicranota (Rhaphidolabis) balarama is een tweevleugelige uit de familie Pediciidae. De soort komt voor in het Oriëntaals gebied.